# 蒋省三
蒋省三（1953年—），浙江金华人，汉族，中华人民共和国政治人物、第十二届全国人民代表大会浙江地区代表。
毕业于中国人民大学法学院法学专业，加入中国共产党。2013年，被选为全国人大代表。